# Queercore: How to Punk a Revolution
Queercore: How to Punk a Revolution ist der Titel eines Dokumentarfilms von Yony Leyser aus dem Jahr 2017 über die Geschichte der homosexuellen Bewegung innerhalb der Subkultur des Punks. Der Film ist auch unter den Titeln Queercore – Liberation is my Lover und Queercore – Die schwule Seite des Punk bekannt.

## Hintergrund
Yony Leysers Prozess der Entdeckung des eigenen Standpunkts innerhalb der homosexuellen Szene und sein wachsendes Interesse an Exzentrik aller Art führten auch über den Punk. Der in Berlin lebende Yony Leyser reiste nach Nordamerika, um Interviews mit verschiedenen Protagonisten der kleinen Szene des Queercore sowie mit ihr nahestehenden Künstlern zu führen, und sammelte mehr als 100 Stunden Video- und Archivmaterial, das er für die Dokumentation nutzte.

## Inhalte
In der Dokumentation wird der Hintergrund des Queercores zu unterschiedlichen Zeitpunkten und mit den Schwerpunkten in verschiedenen Medien dargestellt. Sie ist eine Filmcollage aus Archivmaterial und Interviewbeiträgen mit in der Subkultur engagierten Zeitzeugen, wie Bruce LaBruce, Tom Jennings, Justin Vivian Bond, Genesis P-Orridge, John Waters, Kathleen Hanna und Jody Bleyle von der Band Team Dresch.
Die Anfänge des Queercores lagen zunächst in Toronto, wo G. B. Jones und Bruce LaBruce unter anderem das Fanzine J.D.s herausgaben und Independentfilme drehten. Durch das Fanzine wirkte die queere Punkszene auf die Leser größer, als sie war, und die beiden Herausgeber lebten nach eigenen Aussagen den Traum einer zu dem Zeitpunkt noch nicht existierenden Szene. Sie waren zu dem Zeitpunkt eher Anarchisten als Mitglieder der homosexuellen Kultur; sie lehnten die von heterosexuellen Männern dominierte, homophobe Punkszene ebenso ab wie die angepassten, konservativen Schwulen. Zur gleichen Zeit wie in Toronto entwickelten sich unabhängig davon in Los Angeles mit der Punk-Drag-Queen Vaginal Davis und in San Francisco mit Tom Jennings und Deke Elash, die die Zeitschrift Homocore herausgaben, ebenfalls homosexuelle Punkbewegungen. Der erstmals in J.D.s genutzte und von Jennings etablierte Begriff Homocore wurde über längere Zeit für die homosexuelle Punkkultur genutzt. In der folgenden Zeit gründeten sich viele Bands, welche die alternative Sexualität im Punk repräsentierten, wie beispielsweise Nervous Gender, Phranc, The Germs und Catholic Discipline.
Nach dem Ausbruch von AIDS kam es zu Gründungen von Organisationen wie Queer Nation, die offensiv mit großen Bannern und sichtbaren Aktionen für die Rechte der LGBT-Gemeinschaft kämpften. Als Vorläufer dazu zeigten sich Homocore-Gruppierungen bereits provokativ im öffentlichen Raum. So strich eine Gruppe 1989 beim Christopher Street Day in San Francisco einen Wagen in Polizeifarben, platzierte darauf einen hochhackigen Schuh aus Pappmaché und zerstörte den Wagen während der Parade mit Baseballschlägern und High Heels, was den gegenseitigen Hass von Polizei und Punks verkörperte.
In den 1990er Jahren gründeten sich im Zuge der Riot-Grrrl-Bewegung innerhalb des Homocore immer mehr lesbische Bands. Da viele Menschen hinter Homocore ausschließlich das Bild von männlichen, schwulen Punks im Kopf hatten, kam es in der Mitte der 1990er Jahre zu einer Verschiebung der Begrifflichkeiten. Aus Homocore entwickelte sich der Begriff des Queercores. Zu den letzten Künstlern, die in der Dokumentation dem Queercore zugeordnet werden oder deren künstlerisches Schaffen vom Queercore beeinflusst wurde, gehören Peaches, die den Stil der Riot Grrrls um neue elektronische Sounds ergänzte, und die Band Gossip um Beth Ditto in ihrer Anfangsphase, bevor sie kommerziell erfolgreich wurde.
Der Film schließt mit einer rückblickenden Bewertung verschiedener Zeitzeugen. So bescheinigt Jody Bleyle, dass der Queercore als soziopolitische Bewegung geholfen habe, die Sichtbarkeit von Schwulen, Queeren und Freaks zu verbessern, und so einen Grundstock für die Gleichberechtigung gelegt habe. Andere Urteile appellieren dahingehend, dass auch heutzutage eine kulturelle und politische Weiterentwicklung innerhalb der LGBT-Szene nötig sei.

“Queercore was probably the last cultural movement that queers participated in.”

„Queercore war möglicherweise die letzte kulturelle Bewegung, an der LGBT-Mitglieder teilgenommen haben.“

## Rezeption
Oliver Armknecht lobte die Dokumentation bei film-rezensionen.de insofern, als sie ein Plädoyer für echte Vielfalt jenseits der makellos genormten Regenbögen spreche. Obwohl die Musik entgegen der Erwartung hinter Interviews und Hintergrundinformationen nur ein Nebenaspekt des Films sei, sei er dennoch sehenswert.
Andreas Köhnemann (kino-zeit.de) sieht das Werk einerseits als faszinierendes Zeitdokument über den Weg von Fanzines bis hin zu einer großen Bewegung an, andererseits könne man die queere Identitätssuche aus einem Stigma heraus erkennen.
Jürgen Kiontke (Jungle World) bezeichnete den „hochemotionalen und energetischen Dokumentarfilm“, welcher der neuen Szene (einer „Fusion aus Punk und offensiv selbstbewusster Homo-, Bi- und übriger Sexualität“) bei ihrer Entstehung zuschaue, zusammenfassend als „Meilenstein des Musikfilms.“

## Ausstrahlung
Der Film wurde bei unterschiedlichen Festivals gezeigt, beispielsweise auf der Viennale, beim Outfest sowie bei weiteren Festivals in verschiedenen Ländern wie Serbien, Griechenland, Rumänien, den Niederlanden, der Türkei, Belgien und Kanada.
Am 7. Dezember 2017 startete der Film in deutschen Kinos. Im deutschsprachigen Fernsehen wurde die Dokumentation am 20. November 2019 auf dem Sender Arte, der mit dem ZDF auch an der Produktion beteiligt war, ausgestrahlt.